# Симор Гласенко
Симор Гласенко (справжнє ім'я — Олександр Володимирович Процюк; нар. 16 червня 1985, м. Андрушівка, Житомирська область, Україна) — український сучасний письменник, сценарист та бард. Автор романів «Фабрика», «Нуар по-українськи» та «Дім чистого світла», сценарист серіалу «Схованки» та фільму «Батько».

## Життєпис
Симор Гласенко народився 16 червня 1985 у м. Андрушівка, Житомирська область. Згодом батьки переїхали до містечка Володарськ-Волинський, де і пройшло його дитинство. У 13 років написав свою першу книгу від руки, яка називалась «Нерозгадана таємниця». Потім писав вірші та пісні. Був капітаном команди КВК міста Житомир «Алла Кудлай».
Здобув юридичну освіту.
У 2015 році роман Симора Гласенка «Фабрика» увійшов у топ-десятку найочікуваніших романів українських авторів.
У березні 2016 закінчив курси навчання сценарного мистецтва на базі каналу «СТБ», де лекторами були голлівудські сценаристи Михайло Шульман та Джеймс Крамер.

## Творчість

### Кіно
Після виходу першого роману «Фабрика» йому запропонували попрацювати сценаристом детективного серіалу. Гласенко є автором ідеї та сценарію серіалу «Схованки». Міжнародним дистриб'ютором серіалу виступили «ZDF Germany». «Схованки» стали першим українським серіалом, який пройшов конкурсний відбір MIPDrama Buyers Summit в Каннах. Серіал був представлений на MIPDrama Buyers Summit у Каннах, The Great Series Summit у Кельні, східноєвропейському ринку контенту NATPE в Будапешті, фестивалі Série Series у Фонтенбло, на Kyiv Media Week, фестивалі Serial Killer у Брно, MIA Drama у Римі, SERIENCAMP у Мюнхені, Göteborg Film Festival у Гетеборзі, а також на Black Nights Festival в Таллінні. Прем’єра «Схованок» відбулася на території США та англомовної Канади на VOD-сервісі Walter Presents. Серіал також придбали телеканали RAI (Італія), Canal+ (Польща), FTV Prima (Чехія), Bonton Film (Чехія та Словаччина), ETV (Естонія), LRT (Литва) та Lumière (країни Бенілюксу).
За сценарій «Схованок» Гласенко був номінований на European Script Awards від Європейського альянсу телебачення та культури (EATC) у номінації «Оригінальний сценарій».
Співсценарист серіалу «Пікнік», виробництва «Mamas film production».
Серіал «Пікнік» став найкращим серіалом за версією міжнародного кінофестивалю «Serial Killer!» у 2023 році.
Співавтор сценарію серіалу «Кава з кардамоном» за мотивами роману львівської письменниці Наталії Гурницької «Мелодія кави в тональності кардамону» виробництва  Solar Media Entertainment.
У 2023 році у прокат вийшла психологічна драма режисера Олександра Кобзаря «Батько», сценаристом якої є Симор Гласенко. Зйомки кіно відбулись ще до повномасштабного вторгнення, частина з яких — на нині окупованих територіях Бердянська та Генічеська.

### Пісенна творчість
Симор Гласенко є автором та виконавцем пісень у бардівському стилі та в жанрі співаної поезії. Усі пісні розміщенні на youtube-каналі автора:.
Наприкінці 2018 року відвідав з виступами бійців 128 окремої гірсько-штурмової Закарпатської бригади української армії на сході країни.

## Творчий доробок

### Книги
- Симор Гласенко. «Дім чистого світла». 2020. Видавництво 21. ISBN 978-617-614-284-3.
- Симор Гласенко. «Нуар по-українськи». 2017. Видавництво 21. ISBN 978-617-614-179-2.
- Симор Гласенко. «Фабрика». 2015. Смолоскип. ISBN 978-617-7173-25-9.
- Вікторія Михайлова, Сергій Рибницький, Аліса Гаврильченко, Андрій Сем'янків, Лілія Молодецька, Ольга Тараб, Симор Гласенко, Юлія Андрієнко, Олена Рябченко. «Різдвяний детектив». 2017. ISBN 978-617-614-179-2

### Оповідання
- «Дівчатам з АТО відмовляти не можна»
- «М'ясо, риба та любов»
- «ЮКІ»
- «Дід»
- «Грейс»
- «НОЕ»

## Зовнішні посилання
- Симор Гласенко на IMDB